# Benton, Alabama
Benton là một thị trấn thuộc quận Lowndes, tiểu bang Alabama, Hoa Kỳ. Dân số năm 2009 là 42 người, mật độ đạt 54 người/km².